# Ulukwumi
Die Sprache Ulukwumi (ISO 639-3: ulb) ist eine yoruboide Sprache, die von 10.000 Personen im nigerianischen Bundesstaat Delta in den Local Government Areas Aniocha und Oshimili gesprochen wird.
Sie ist eine der zwölf Edekiri-Sprachen innerhalb der Niger-Kongo-Sprachfamilie.